# 元昭 (常山王)

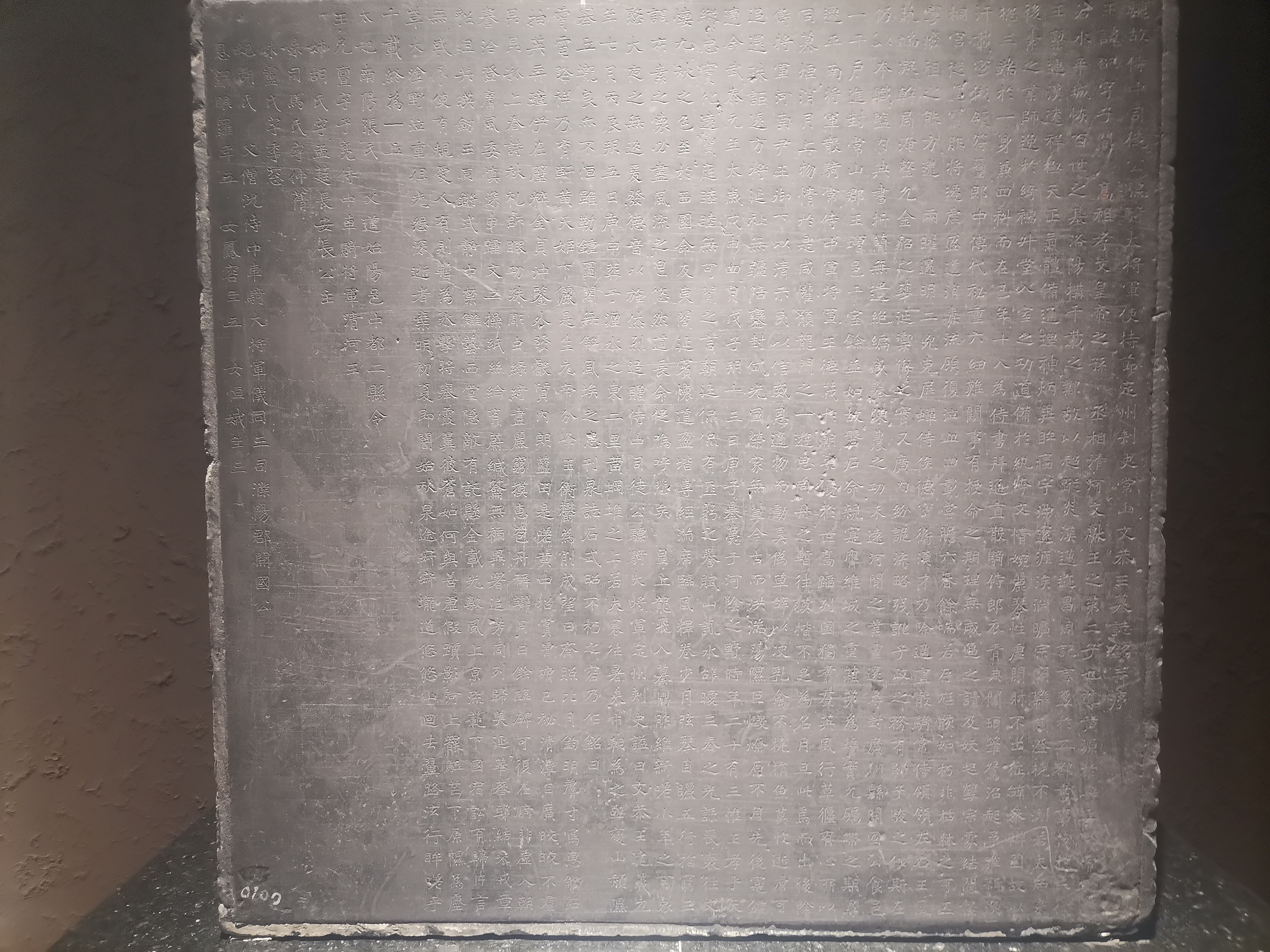
元昭墓誌（洛陽博物館藏）

元昭（506年—528年5月17日），字子开，河南郡洛阳县（今河南省洛阳市东）人，魏孝文帝元宏之孙，丞相、清河文献王元怿第二子，北魏宗室、官员。

## 生平
元昭虚龄十八岁时担任侍书，出任通直散骑侍郎，很快兼领符玺郎中，升任通直散骑常侍，兼领左右，以本官监内典书，很快封广川县开国公，食邑一千户。孝昌二年八月丙子（526年9月1日），元昭进封常山郡王，增加食邑一千户。
孝昌二年（527年），梁武帝萧衍派遣领军曹仲宗等人进攻涡阳，又派明威将军韦放率领军队和曹仲宗会师，韦放部下二百多人击退北魏将军费穆的军队，北魏又派遣征南将军常山王元昭、大将军李奖、乞伏宝、费穆等人率领五万人来支援，韦放率领部下陈度、赵伯超等人夹攻魏军，魏军大败，涡阳城主王纬向南梁献城投降，韦放派遣投降者三十人，分别汇报李奖、费穆等人。北魏放弃营寨，一时逃跑溃散，南梁各路军队乘胜进攻，杀死和俘虏很多人。元昭又升任平南将军、散骑常侍、中军将军，升任卫将军、河南尹。武泰元年太岁戊申四月戊子朔十三日庚子（528年5月17日），尔朱荣发动河阴之变，元昭在河阴遇害，时年虚岁二十三，朝廷追赠侍中、司徒公、骠骑大将军、定州刺史，谥号文恭王，建义元年七月丙辰朔五日庚申（528年8月5日）葬于瀍水之东二里黄堈堆之上。

## 其他
灵太后重新执政后，没有马上诛杀元乂。当时朝廷内外喧喧嚷嚷，说：“元乂还要回来执掌政务。”小黄门张景嵩和毛畅曾经在夺元乂权力时出力不少，害怕惹上祸患，就上奏魏孝明帝元诩，想要诏令右卫将军杨津秘密的前往捕杀元乂。魏孝明帝已经拟定诏书，还没来得及下达。元乂的妻子胡玄辉知道了，告诉灵太后说：“张景嵩和毛畅与清河王的儿子元昭想要废掉太后。”灵太后相信了，斥责毛畅，毛畅出示诏书草稿呈送给灵太后。灵太后读过之后，知道没有废掉自己的意图，心里才稍微松弛下来。然而胡玄辉不断在灵太后身边挑拨，灵太后于是产生疑惑。很快，毛畅外任顿丘郡太守，张景嵩外任鲁郡太守。

## 家庭

### 父母
- 元怿，北魏丞相、清河文献王[2]
- 南陽張氏，北魏阳邑县中都县二县令張道始之女[2]

### 兄弟姐妹
- 元亶，北魏侍中、车骑将军、清河王[2]
- 元孟蕤，长安长公主[2]
- 元仲蒨[2]
- 元季葱[2]
- 安德公主

### 王妃
- 安定胡氏，北魏侍中、車騎大將軍、儀同三司、濮陽郡開國公胡僧洸之女[2]

### 子女
- 元罗睺罗[2]
- 元鳳容，524年生[2]
- 元恆娥，526年生[2]
- 元曜，东魏陈郡王[11][12]